# Sinogastromyzon puliensis
Sinogastromyzon puliensis es una especie de peces de la familia Balitoridae en el orden de los Cypriniformes.

## Morfología
- Los machos pueden llegar alcanzar los 10 cm de longitud total.[2][3]

## Distribución geográfica
Es un endemismo de Taiwán.

## Hábitat
Es un pez de agua dulce.